# 交野郵便局
交野郵便局（かたのゆうびんきょく）は、大阪府交野市にある郵便局。民営化前の分類では集配普通郵便局であった。

## 概要
住所：〒576-8799 大阪府交野市私部3-2-25

## 沿革
- 1908年（明治41年）3月1日 - 交野郵便局（三等）として開設[1]。
- 1967年（昭和42年）10月29日 - 電話交換および和文電報配達業務を、交野電報電話局に移管[2]。
- 1967年（昭和42年）10月30日 - 星田郵便局[3]から集配業務を移管。
- 1970年（昭和45年）6月30日 - 特定郵便局から普通郵便局に局種別改定。
- 1988年（昭和63年）2月 - 局舎落成。
- 1999年（平成11年） - 外国通貨の両替および旅行小切手の売買に関する業務取扱を開始。
- 2007年（平成19年）10月1日 - 民営化に伴い、併設された郵便事業交野支店に一部業務を移管。
- 2012年（平成24年）10月1日 - 日本郵便株式会社発足に伴い、郵便事業交野支店を交野郵便局に統合。

## 取扱内容
- 郵便、印紙、ゆうパック、内容証明
- 貯金、為替、振替、振込、国際送金、国債、投資信託
- 生命保険、バイク自賠責保険、自動車保険
- ゆうちょ銀行ATM
- 「576-00xx」区域（交野市全域）の集配業務
- ゆうゆう窓口

## 周辺
- 交野市役所
- 国道168号

## アクセス
- 京阪交野線 交野市駅から徒歩約8分
- 京阪バス 交野郵便局停留所下車
- 第二京阪道路 交野北ICから西へ、交野南ICから北東へそれぞれ約2km
- 駐車場あり：14台